# Murzasichle
Murzasichle ist ein Dorf in der Landgemeinde Poronin im Powiat Tatrzański in der Woiwodschaft Kleinpolen im Süden Polens in der historischen Region Podhale. Es liegt an der Panoramastraße Oswald-Balzer-Weg. Das Dorf liegt im Gebirgszug der Pogórze Bukowińskie ungefähr drei Kilometer südlich von Poronin, ungefähr drei Kilometer westlich von Małe Ciche und ungefähr zwei Kilometer östlich von Zakopane. Es ist ein Skiort am Fuße der Hohen Tatra mit mehreren kleineren Skiliften.

## Sehenswürdigkeiten
Die Holzkirche der Heiligen Maria im Zakopane-Stil aus dem 20. Jahrhundert wird von dem Dekanat aus Biały Dunajec verwaltet. Der Ort grenzt im Süden an den Tatra-Nationalpark an. Teile des Gemeindegebiets liegen in der Hohen Tatra, insbesondere das Tal Dolina Pańszczyca und Teile des unteren Dolina Suchej Wody Gąsienicowej. Im Ort beginnt ein ▬ schwarz markierter Wanderweg über Psia Trawka, der zur Schutzhütte Murowaniec auf der Alm Hala Gąsienicowa führt.

## Panoramas

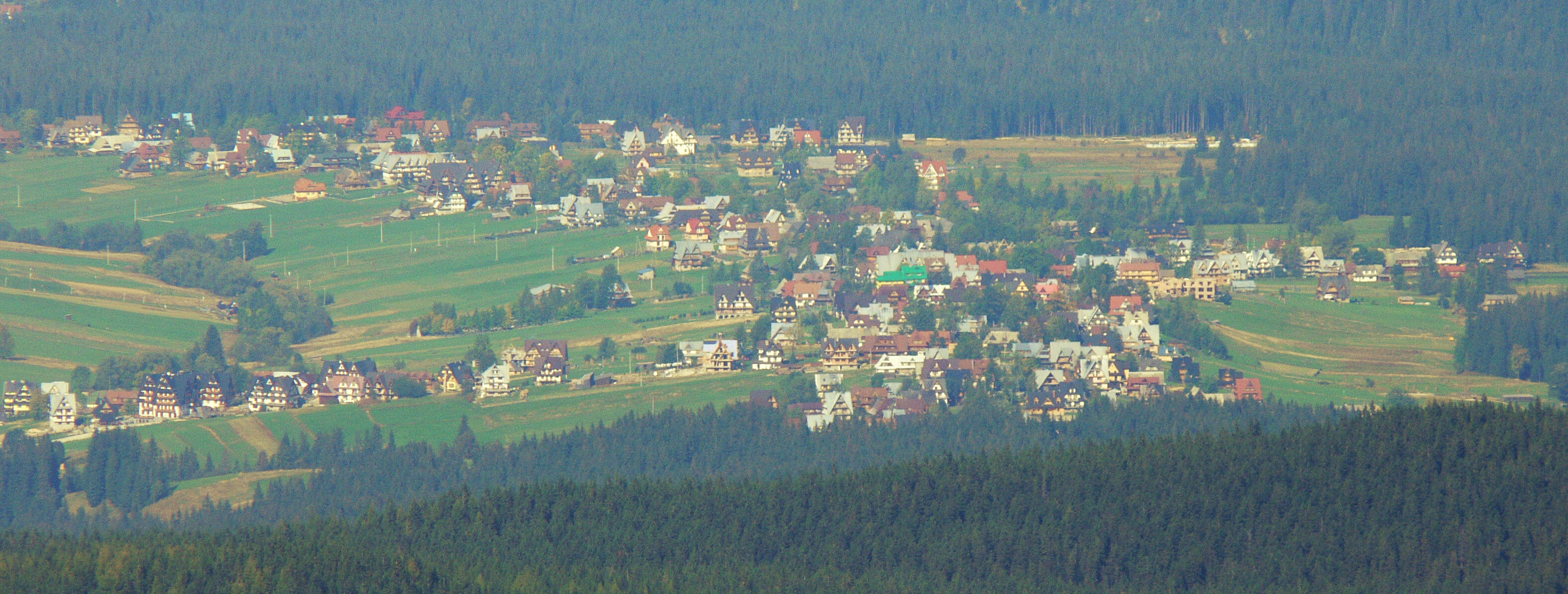
Blick vom Kościelec auf Murzasichle

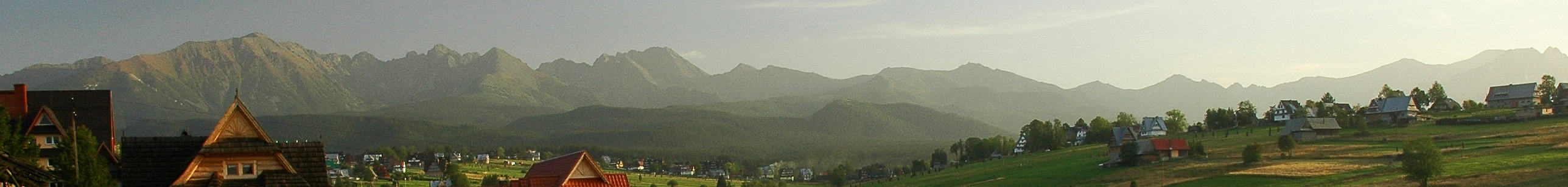
Tatra-Panorama von Murzasichle

## Tourismus
Der Ort wurde 1630 zum ersten Mal urkundlich erwähnt. Er ist aus mehreren Dörfern zusammengewachsen, u. a. Mur und Zasichle. Der erste Ortsname lässt sich als Mauer und der zweite als Hinter dem Bach Sichle übersetzen.  Es geht in Murzasichle ruhiger zu als in den benachbarten Skiorten Zakopane oder Bukowina Tatrzańska. Die touristische Infrastruktur ist gleichwohl gut ausgebaut.

## Galerie

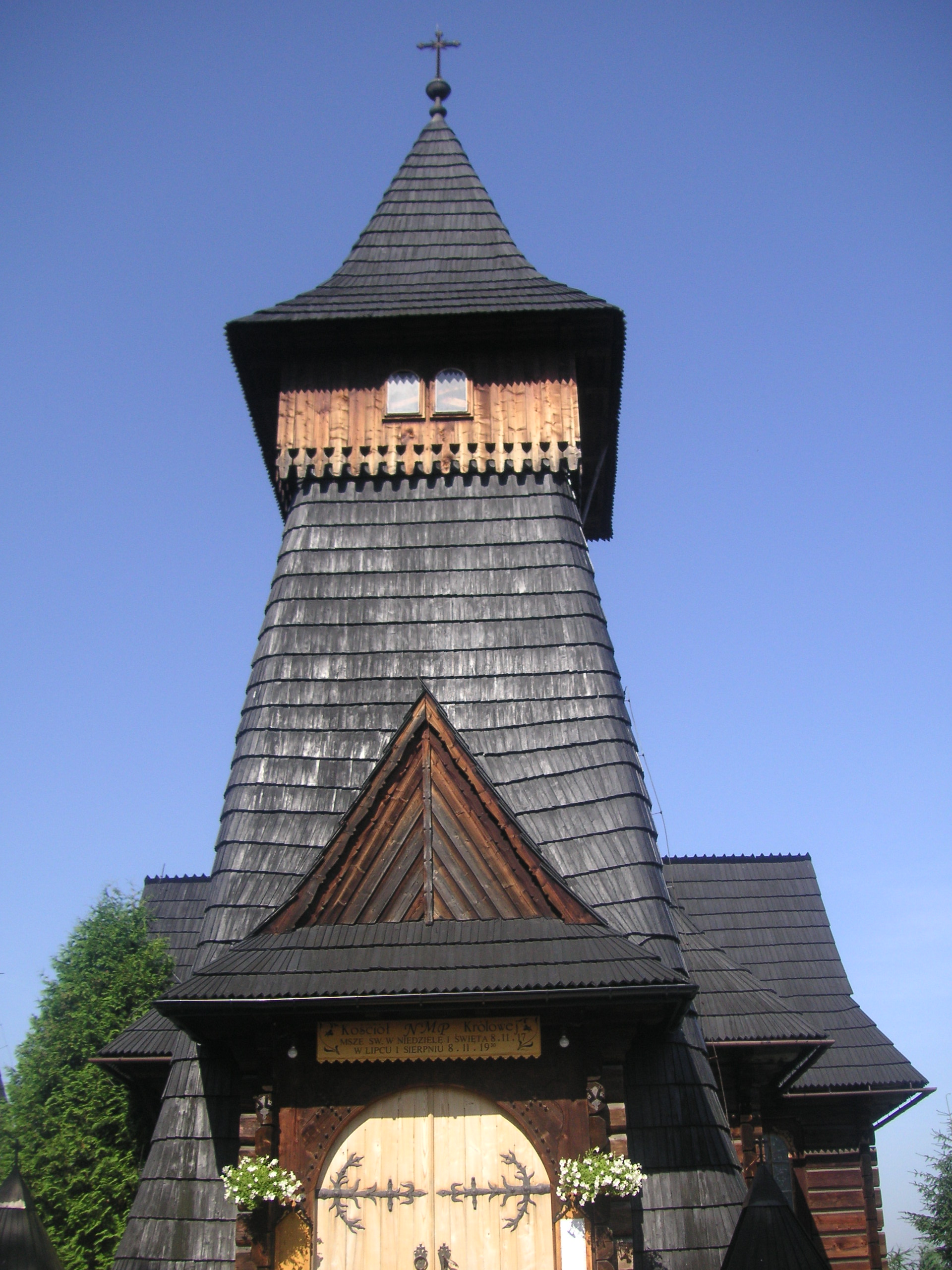
Holzkirche
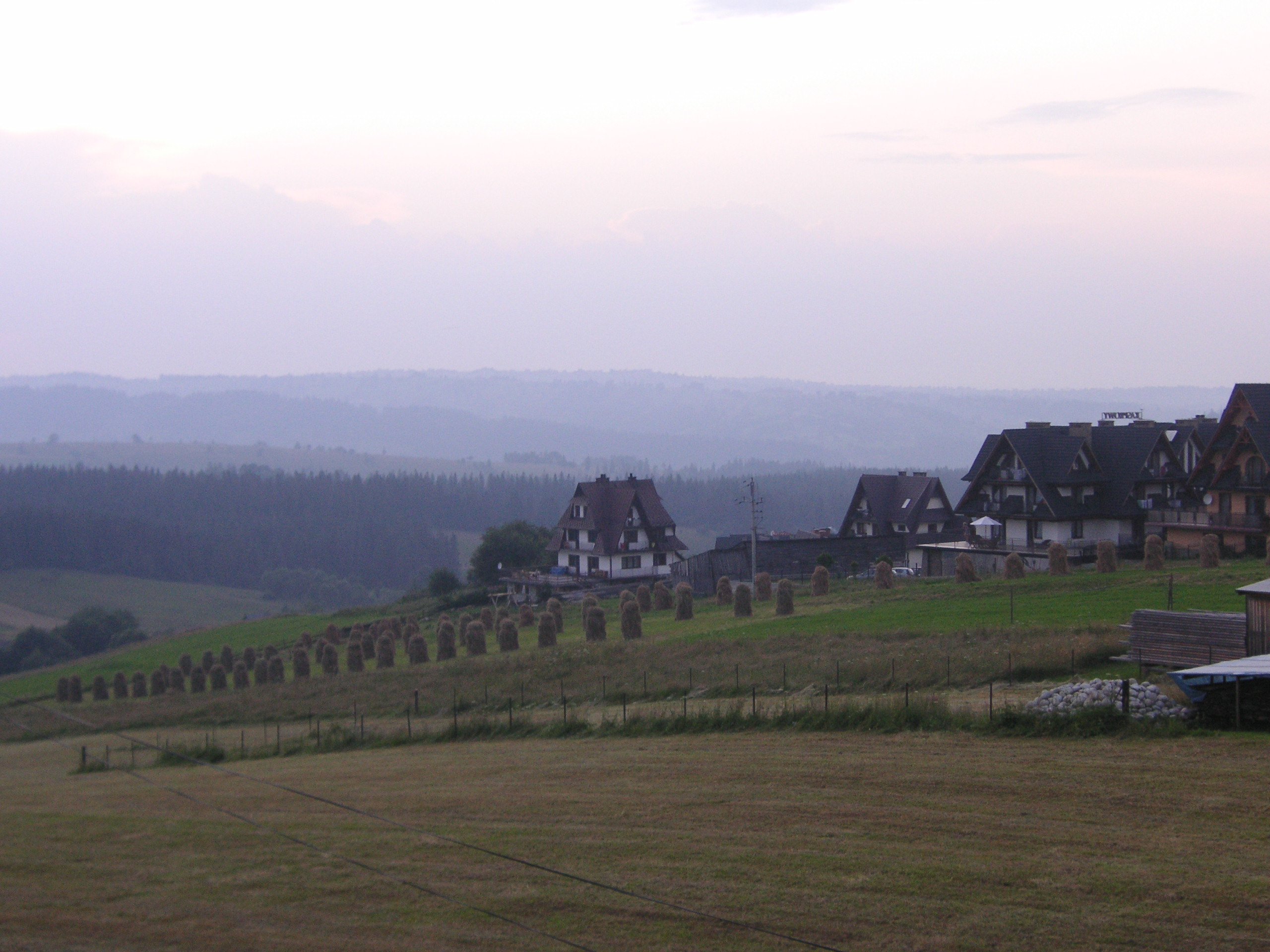
Almwirtschaft
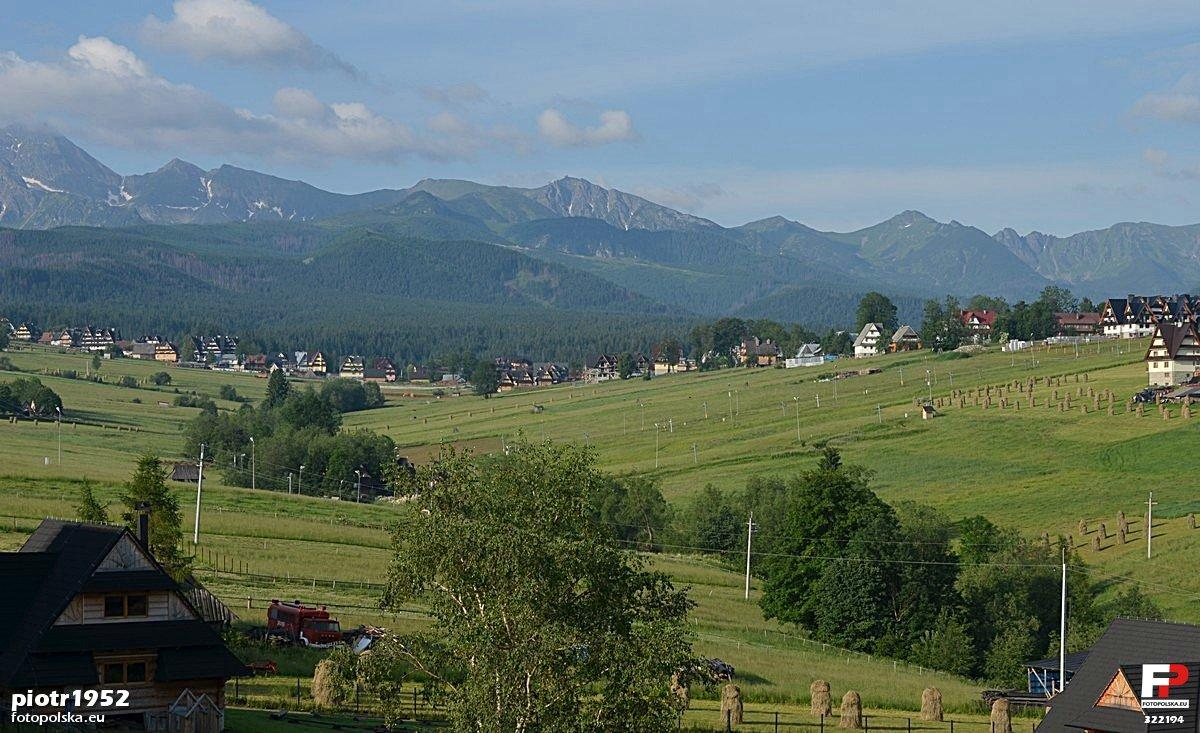
Almwirtschaft
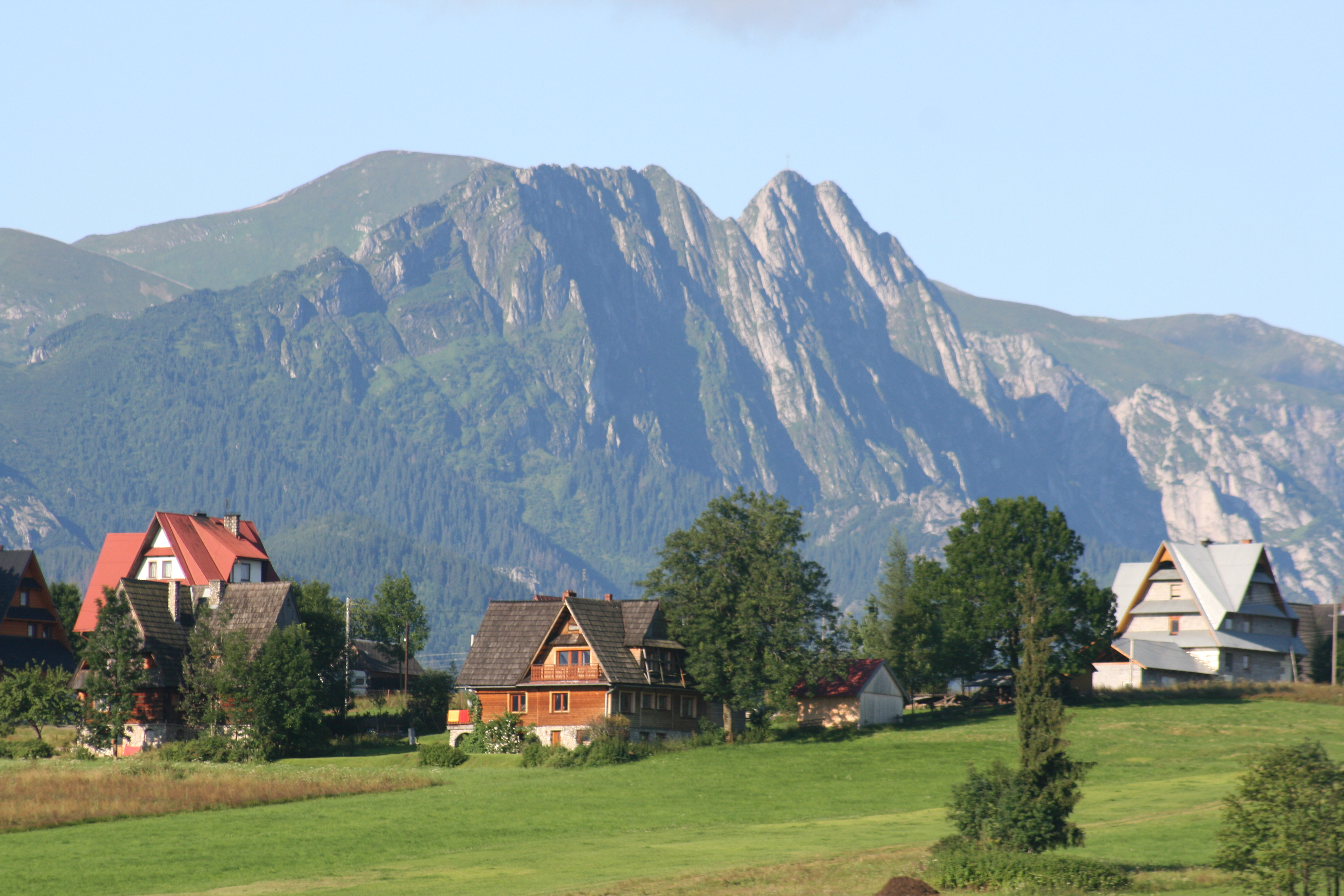
Giewont
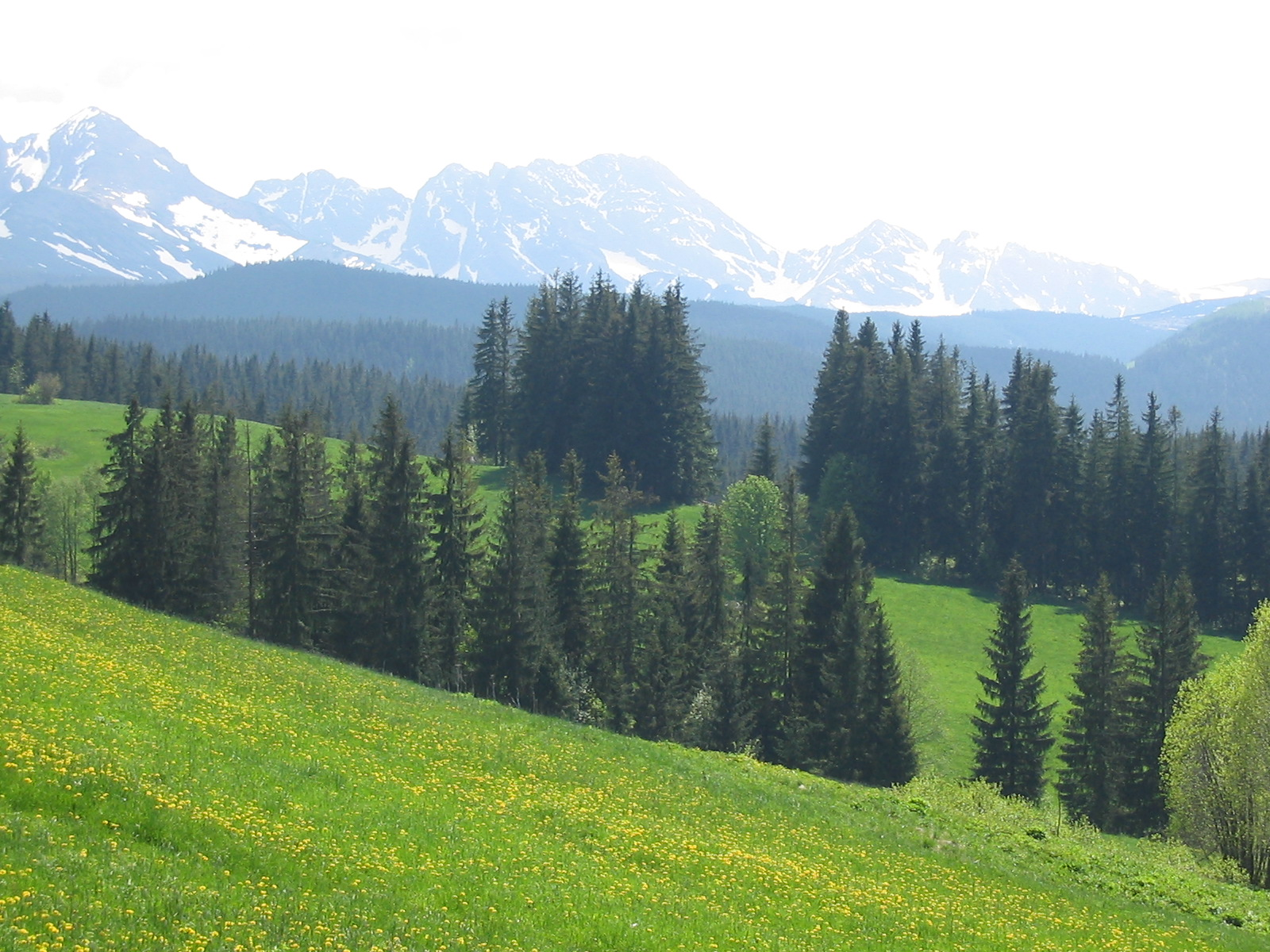
Westtatra
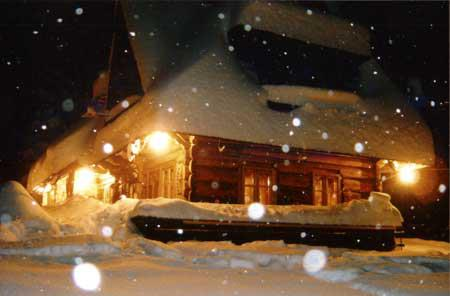
Winter